# Stanisław Zadora
Stanisław Zadora (Witoszów; 3 de Outubro de 1949 — ) é um político da Polónia. Ele foi eleito para a Sejm em 25 de Setembro de 2005 com 6463 votos em 27 no distrito de Bielsko-Biała, candidato pelas listas do partido Liga Polskich Rodzin.
Ele também foi membro da Sejm 2001-2005.